# Portret glasbenika
Portret glasbenika (italijansko: Ritratto di musico) je nedokončana portretna slika, ki jo v veliki meri pripisujejo italijanskemu renesančnemu umetniku Leonardu da Vinciju, ok. 1483–1487. Naslikana v olju na orehovi plošči, je edini znani Leonardov moški portret in prikazuje neznan model, o identiteti katerega so strokovnjaki veliko razpravljali. Do 20. stoletja naj bi prikazovali Ludovica Sforzo, milanskega vojvodo in Leonardovega delodajalca. Med obnovo 1904–1905 je odstranjevanje prebarvane slike razkrilo roko, ki je držala notno gradivo, kar kaže na to, da je bil model glasbenik.
O njenem naročilu ni nobenih sodobnih zapisov. Intimnost portreta nakazuje, da ga je naročil zasebni pokrovitelj ali osebni prijatelj. Slogovne podobnosti z drugimi Leonardovimi deli, zlasti obrazom modela, so privedle do vsaj delnega pripisa. Oklevanje glede popolnega pripisa je posledica togih lastnosti njegovega telesa, ki niso značilne za Leonarda. Čeprav dejstvo, da je slika nedokončana, to lahko pojasnjuje, nekateri znanstveniki menijo, da jo je delno dokončal Leonardov študent.
Portret, ki je navdihnil Antonella da Messino in razvoj zgodnjega nizozemskega slikarstva, pomeni dramatičen premik od tipičnega milanskega portreta. Ima veliko podobnosti z drugimi Leonardovimi slikami, narejenimi v Milanu, na primer Madona v votlini in Dama s hermelinom, toda Portret glasbenika je edini, ki še vedno prebiva tam, kjer je najmanj od leta 1672. Skozi stoletja so bili številni italijanski glasbeniki in politiki predlagani za model. Franchinus Gaffurius je bil najbolj prepričljiv predlog v 20. stoletju in v 21. stoletju so se znanstvena mnenja usmerila k Atalanteju Migliorottiju. Drugi pomembni predlogi so Josquin des Prez in Gaspar van Weerbeke, vendar ni nobenih zgodovinskih dokazov, ki bi utemeljili katero koli od teh trditev.

## Opis

### Kompozicija
Ta slika je bila naslikana z olji na majhni 44,7 cm × 32 cm plošči iz orehovega lesa. Orehov les je bil medij, ki ga je Leonardo uporabljal   in ga drugi Lombardski umetniki tistega časa niso pogosto uporabljali. Na njej je upodobljen mladenič v doprsnem formatu s tričetrtinskim pogledom, katerega desnica drži zložene glasbene note. Slika je večinoma nedokončana, z izjemo obraza in las, vendar je v splošnem v dobrem stanju, poškodovan je le spodnji desni kot. Malo je retuširana, še posebej proti zatilju, barve pa se zdi, da so sčasoma zbledele. Spominja na njegove poznejše portrete Dama s hermelinom in La Belle Ferronnière, na njuno skupno črno ozadje, hkrati pa se razlikujeta tudi po kotu in ne po profilu.

### Glasbenik
Moški ima skodrane lase do ramen, nosi rdeč klobuk in pozorno gleda v nekaj zunaj vidnega polja gledalca. Njegov pogled okrepi skrbna osvetlitev, ki usmerja pozornost na njegov obraz, zlasti na njegove velike steklene oči. Nosi oprijeto belo spodnjo majico z nedokončano črno jakno in le podbarvano rjavo-oranžno haljo. Barve so blede, verjetno zaradi manjšega prebarvanja in slabe ohranjenosti. Tehnični pregled dela je pokazal, da je bila jakna verjetno prvotno temno rdeča, halja pa rumena.
Usta namigujejo na nasmeh ali kažejo, da bo moški morda zapel ali pa je pravkar zapel. Značilna lastnost obraza glasbenika je učinek na njegove oči zaradi svetlobe zunaj kadra. Svetloba povzroči razširitev obeh očes, vendar levo oko v veliko večji meri kot desno, kar človeško ni mogoče. Nekateri zagovarjajo Leonarda in trdijo, da gre zgolj za dramatičen učinek, zato gledalec čuti gibanje glasbenika z leve proti desni strani obraza. Kustos muzeja Luke Syson je zapisal, da »so oči morda najbolj presenetljiva lastnost glasbenika, videz pa ima primat kot najplemenitejši čut in najpomembnejše slikarjevo orodje«. 

### Glasbena partitura
Trdno zložen kos papirja drži na nenavaden in nežen način in je vsaj en del glasbene partiture, na njej pa so zapisane note in črke. Zaradi slabe ohranjenosti spodnjega dela slike so opombe in črke večinoma neberljive. To nekaterim učenjakom ni preprečilo, da bi domnevali, kaj piše, pogosto pa s svojimi interpretacijami podpirajo svojo teorijo identitete glasbenika. Opombe v sliki ponujajo malo jasnosti,  razen da močno nakazujejo, da je subjekt glasbenik. Opombe so v menzuralnem zapisu in zato verjetno predstavljajo večglasno glasbo. Risbe iz Kraljeve knjižnice v Windsorju, ki vsebujejo Leonardov notacijski slog, nimajo podobnosti z glasbo na sliki. To nakazuje, da glasbe ni njegova, kar skladatelja in pomen glasbe pušča neznan. 

## Pripis
Čeprav je bilo pripisovanje Leonardu v prejšnjih stoletjih sporno, se danes umetnostni zgodovinarji strinjajo z enim od njegovih izvirnih del. Nobenega zapisa naročila ni, vendar ga pripisujejo na podlagi slogovnih in tehničnih podobnosti z drugimi deli, zlasti z obrazom angela in svetega Jeronima iz Madone v votlini in Sveti Hieronim v divjini. Temno ozadje portreta, slog, ki ga je Leonardo populariziral, krepi to lastnost, kot se pojavlja na kasnejših portretih, kot so Dama s hermelinom, La Belle Ferronnière in Sveti Janez Krstnik. Zlasti nekdanja slika je pokazala veliko podobnosti v slogu pri rentgenskem testiranju. Druge značilnosti, značilne za Leonardov slog, so melanholično vzdušje; usta, ki se zdijo pravkar zaprta ali se bodo kmalu odprla in kodrasti lasje, ki spominjajo na sliko Ginevra de' Benci. Pripisovanje je podkrepljeno s primerjavo glasbenikovih oči, ki v različni meri razširita in odlomkom v Leonardovih opombah:
»Zenica [očesa] se razširi in skrči glede na svetlost ali temo predmetov [v očeh]; in ker traja nekaj časa, da se razširi in skrči, ne more takoj videti, ko gre ven iz svetlobe in v senco, niti na enak način iz sence in v svetlobo, in prav ta stvar me je že prevarala pri slikanju očesa, in tako sem se ga naučil.«
To nakazuje, da je Portret glasbenika predstavnik Leonardovega opazovanja.
Dvom o atribuciji slike izhaja iz njene togosti in stoičnosti, ki je nenavadno za običajne Leonardove slike. Medtem ko so nekateri učenjaki menili, da je to posledica nedokončane slike, so drugi predlagali, da je oblačila in trup dokončal njegov študent, morda Giovanni Antonio Boltraffio ali Giovanni Ambrogio de Predis. Umetnostni zgodovinar Pietro Marani ugotavlja, da je malo verjetno, da bi Leonardo imel pomočnike sredi 1480-ih in kljub temu verjetno ne bi pomagal pri portretu za uradnega ali osebnega prijatelja. Kljub Maranijevim trditvam še vedno obstaja precejšnja manjšina učenjakov, ki se ne strinjajo s popolnim pripisom, vendar je splošno sprejeto mnenje, da če Leonardo ni ustvaril celotne slike, potem je vsaj naslikal obraz.

## Datacija
Umetnostni zgodovinarji portret bazirajo v Leonardovo prvo milansko obdobje (ok. 1482–99) na podlagi podobnosti z Damo s hermelinom, kot je bilo razkrito z rentgenskim testiranjem, uporabo chiaroscúro v Madoni v votlini in skic za bronast kip konja. Vendar pa je najzgodnejši datum, ki so ga navedli učenjaki, 1483. Sodobni strokovnjaki so tudi ugotovili, da verjetno ni bil narejen veliko pozneje kot leta 1487, saj je bilo ugotovljeno, da v delu manjka nekaj izpopolnitev in realizma njegovih kasnejših del, na primer Dama s hermelinom; Leonardo se je v poznih 1480-ih ukvarjal s študijem človeške anatomije, zlasti lobanje. Slika je torej varna do sredine 1480-ih let, običajno od 1483 do 1487. 

## Zgodovina
Portret je verjetno prišel v Biblioteca Ambrosiana preko grofa Galeazza Arconatija. Leta 1637 je Arconati knjižnici podaril svojo obsežno zbirko del Leonarda da Vincija, vključno z rokopisi in zvezki, kot so tako imenovani Pariški rokopisi in Codex Atlanticus.
Slika se v zapisih Ambrosiane prvič pojavi leta 1671. V katalogu Pinakoteke iz leta 1686 je delo navedeno kot Portret milanskega vojvode. Ko je bila slika leta 1905 očiščena, je partitura v desni roki upodobljenega moškega postala vidna. Od tod tudi trenutno ime.

## Upodobljena oseba
Identiteta zastopane osebe ni jasna. V 19. stoletju so sliko še vedno interpretirali kot portret Ludovica Sforze (1452–1508), milanskega vojvode in mecena Leonarda da Vincija v njegovi prvi milanski dobi od leta 1482 do 1499.
Danes se domneva, da portret prikazuje skladatelja Franchina Gaffuria (1451–1522), ki je bil kapelnik v Milanski stolnici od leta 1484. Je avtor številnih glasbenih teoretičnih del, vključno s Theorica musice, objavljena leta 1492, v kateri opisuje legendo o Pitagori v kovačnici, domnevnem odkritju matematičnih osnov glasbene harmonije.